# Шаринська сільська рада
Ша́ринська сільська́ ра́да — адміністративно-територіальна одиниця та орган місцевого самоврядування в Уманському районі Черкаської області. Адміністративний центр — село Шарин.

## Загальні відомості
- Населення ради: 528 осіб (станом на 2001 рік)

## Населені пункти
Сільській раді підпорядковані населені пункти:
- с. Шарин

## Склад ради
Рада складається з 12 депутатів та голови.
- Голова ради: Мельник Зінаїда Миколаївна
- Секретар ради: Магрук Наталія Миколаївна

### Керівний склад попередніх скликань
| Прізвище, ім'я, по батькові | Основні відомості                                                                       | Дата обрання | Дата звільнення |
| --------------------------- | --------------------------------------------------------------------------------------- | ------------ | --------------- |
| Мельник Зінаїда Миколаївна  | Сільський голова, 1964 року народження, освіта середня спеціальна, позапартійна         | 26.03.2006   | 31.10.2010      |
| Мельник Зінаїда Миколаївна  | Сільський голова, 1964 року народження, освіта середня спеціальна, член Партії регіонів | 31.10.2010   |                 |

Примітка: таблиця складена за даними сайту Верховної Ради України

### Депутати
За результатами місцевих виборів 2010 року депутатами ради стали:

#### За суб'єктами висування
| Суб'єкт висування | Кількість обраних депутатів | %    |
| ----------------- | --------------------------- | ---- |
| Партія регіонів   | 11                          | 91,7 |
| Самовисування     | 1                           | 8,3  |

#### За округами
| № округу        | Прізвище, ім'я, по батькові        | Дата визнання обраним | Освіта             | Партійна приналежність | Відомості про обраного депутата                    |
| --------------- | ---------------------------------- | --------------------- | ------------------ | ---------------------- | -------------------------------------------------- |
| Партія регіонів |                                    |                       |                    |                        |                                                    |
| 1               | Запорожець Іван Петрович           | 02.11.2010            | середня спеціальна | позапартійний          | пенсіонер                                          |
| 2               | Кучеренко Петро Володимирович      | 02.11.2010            | середня            | позапартійний          | Шаринський НВК, водій                              |
| 3               | Бізоня Наталія Василівна           | 02.11.2010            | середня спеціальна | член Партії регіонів   | ПП Черненко, продавець                             |
| 4               | Псярівська Надія Василівна         | 02.11.2010            | середня спеціальна | позапартійна           | тимчасово не працює                                |
| 5               | Тюрин Віктор Миколайович           | 02.11.2010            | середня            | член Партії регіонів   | тимчасово не працює                                |
| 6               | Кравчук Ганна Михайлівна           | 02.11.2010            | середня спеціальна | член Партії регіонів   | пенсіонер                                          |
| 7               | Арнацька Наталія Станіславівна     | 02.11.2010            | середня спеціальна | позапартійна           | Шаринський НВК, завгосп                            |
| 8               | Задніпрук Ірина Миколаївна         | 02.11.2010            | середня спеціальна | позапартійна           | територіальний центр, соціальний працівник         |
| 9               | Слюсаренко Валентина Володимирівна | 02.11.2010            | середня спеціальна | позапартійна           | поштове відділення, листоноша                      |
| 10              | Кравчук Олена Іллінічна            | 02.11.2010            | середня спеціальна | позапартійний          | поштове відділення, завідувачка відділення зв'язку |
| 11              | Рябенко Тетяна Михайлівна          | 02.11.2010            | вища               | член Партії регіонів   | Шаринська сільська рада, головний бухгалтер        |
| Самовисування   |                                    |                       |                    |                        |                                                    |
| 12              | Тюріна Раїса Олексіївна            | 10.03.2013            | середня спеціальна | член Партії регіонів   | Шаринська сільська рада, секретар виконкому        |